# 左手で誘惑TONIGHT
「左手で誘惑TONIGHT」（ひだりてでゆうわくクトゥナイト）は田中美奈子の5枚目のシングル。

## 内容
テレビ朝日系「EVE」エンディング・テーマ。アルバム「もう誰も愛さない」先行シングル。

## 収録曲
編曲：ESSEX
1. 左手で誘惑TONIGHT
作詞：朝野深雪　作曲：井上龍仁
2. TRUTH OF DREAM
作詞：田中美奈子　作曲：須貝幸生